# Anacardiaceae
Famille
Classification APG III (2009)
Synonymes
- Blepharocaryaceae Airy Shaw[1]
- Comocladiaceae Martynov[1]
- Julianaceae Hemsl.[1]
- Julianiaceae[1]
- Lentiscaceae Horaninow[1]
- Pistaciaceae (Marchand) Caruel.[1]
- Podoaceae Baill. ex Franch.[1]
- Schinaceae Rafinesque[1]
- Vernicaceae Link[1]
- sous-famille des Anacardioideae Link (préféré par BioLib)[1]

La famille des Anacardiaceae (Anacardiacées) regroupe des plantes dicotylédones. Selon Watson & Dallwitz, elle comprend environ 600 espèces réparties en 70 genres. Ce sont des arbres ou des arbustes des régions tempérées (bassin méditerranéen) ou tropicales.
On peut remarquer les genres suivants :
- Anacardium, avec l'anacardier qui fournit la noix de cajou ;
- Mangifera, avec le manguier qui produit des fruits comestibles : les mangues ;
- Pistacia, parfois considéré comme une famille à part, les Pistaciacées, genre auquel appartient le pistachier vrai, arbre méditerranéen qui donne les pistaches ;
- Rhus, genre auquel appartiennent les sumacs.

## Étymologie
Le nom vient du genre type Anacardium, qui, selon une hypothèse de Maarten et al., serait la forme latinisée d'un mot grec ancien ανακαρδιών / anacardiṓn [N.B. : terme inconnu de tous les dictionnaires de grec…], signifiant « une brindille de mûrier (a mulberry twig) ».
Une autre hypothèse propose que le nom serait issu du sanskrit vrana, « blessure, plaie » et kārya, faire,  littéralement « faire une blessure », qui pourrait être une allusion au danger de la consommation d’une noix de cajou fraîche, astringente, irritante pour la bouche et même toxique.
Il a également été suggéré que le mot serait composé du grec ανά / ana, retourner, et καρδιά / kardia, cœur, en référence à la forme du fruit, dont le haut (la « pomme ») ressemble à un cœur inversé. Cette forme en cœur est évoquée dans une flore médicale de 1814, mais avec une nuance,  ανά / ana « qui ressemble à », et καρδιά / kardia, cœur. 
Linné ne donne, pour Anacardium, qu’une série de noms plus ou moins vernaculaires (Anacardii alia species, acaiou, caschou, kapa-mava)  sans plus de précision.

## Classification
- Le genre Blepharocarya (grands arbres endémiques d'Australie) était anciennement situé dans les Blépharocaryaceae,
- Deux genres d'arbustes Amphipterygium et Orthopterygium originaires d'Amérique centrale et du Pérou sont issus des Julianaceae,
- deux autres genres (Podoon et Dobinea) originaires d'Asie du Sud-Est faisaient partie des Podoaceae.

## Liste des genres
Selon Angiosperm Phylogeny Website (22 juin 2010) :
- Actinocheita F.A.Barkley
- Amphipterygium Schiede ex Standl.
- Anacardium L.
- Androtium Stapf
- Antrocaryon Pierre
- Astronium Jacq.
- Blepharocarya F.Muell.
- Bonetiella Rzed.
- Bouea Meisn.
- Buchanania Spreng.
- Campnosperma Thwaites
- Campylopetalum Forman
- Cardenasiodendron F.A.Barkley

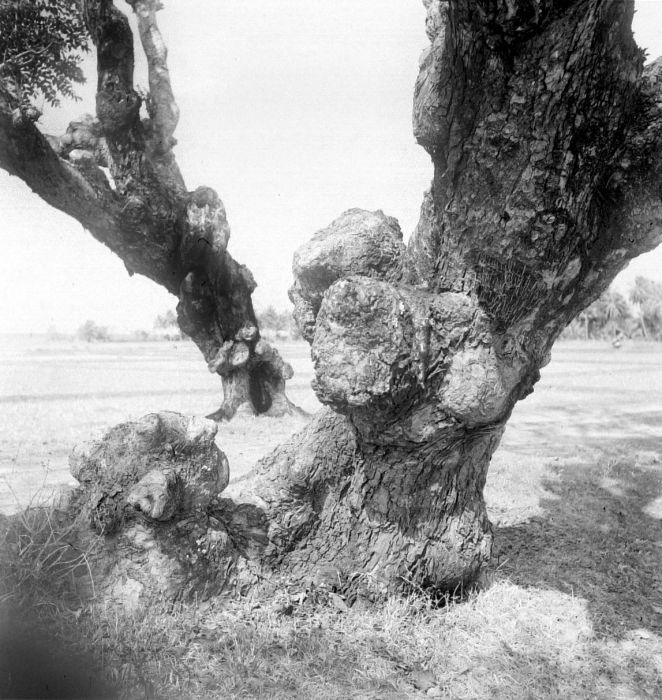
Lannea grandis à Banten en Indonésie

- Choerospondias B.L.Burtt & A.W.Hill
- Comocladia P.Browne
- Cotinus Mill.
- Cyrtocarpa Kunth
- Dobinea Buch.-Ham. ex D.Don
- Dracontomelon Blume
- Drimycarpus J. D. Hooker
- Euleria Urb.
- Euroschinus J. D. Hooker
- Faguetia Marchand
- Fegimanra Pierre
- Gluta L.
- Haematostaphis J. D. Hooker
- Haplorhus Engl.
- Harpephyllum Bernh. ex Krauss
- Heeria Meisn.
- Holigarna Buch.-Ham. ex Roxb.
- Koordersiodendron Engl.
- Lannea A. Richard
- Laurophyllus Thunb.
- Lithraea Miers ex Hooker & Arnott
- Loxopterygium J. D. Hooker
- Loxostylis A.Spreng. ex Reichenbach
- Mangifera L.
- Mauria Kunth
- Melanochyla J. D. Hooker
- Metopium P.Browne
- Micronychia Oliv.
- Mosquitoxylum Krug & Urb.
- Nothopegia Blume
- Ochoterenaea F.A.Barkley
- Operculicarya H.Perrier
- Orthopterygium Hemsl.
- Ozoroa Delile
- Pachycormus Coville ex Standl.
- Parishia J. D. Hooker
- Pegia Colebr.
- Pentaspadon J. D. Hooker
- Pistacia L.
- Pleiogynium Engl.
- Poupartia Comm. ex Juss.
- Protorhus Engl.
- Pseudosmodingium Engl.
- Pseudospondias Engl.
- Rhodosphaera Engl.
- Rhus L.
- Schinopsis Engl.
- Schinus L.
- Sclerocarya Hochst.
- Semecarpus L.f.
- Smodingium E.Mey. ex Sond.
- Sorindeia Thouars
- Spondias L.
- Swintonia Griff.
- Tapirira Aublet
- Thyrsodium Salzm. ex Bentham
- Trichoscypha J. D. Hooker

Selon NCBI (22 juin 2010) :
- Abrahamia
- Actinocheita
- Amphipterygium
- Anacardium
- Antrocaryon
- Astronium
- Blepharocarya
- Bonetiella
- Bouea
- Buchanania
- Cardenasiodendron
- Choerospondias
- Comocladia
- Cotinus
- Cyrtocarpa
- Dracontomelon
- Faguetia
- Gluta
- Heeria
- Laurophyllus
- Lithrea
- Loxopterygium
- Loxostylis
- Malosma
- Mangifera
- Mauria
- Metopium
- Micronychia
- Mosquitoxylum
- Operculicarya
- Ozoroa
- Pistacia
- Pleiogynium
- Poupartia
- Poupartiopsis
- Protorhus
- Pseudosmodingium
- Rhus
- Schinopsis
- Schinus
- Searsia
- Semecarpus
- Smodingium
- Spondias
- Tapirira
- Thyrsodium
- Toxicodendron
- Trichoscypha

Selon DELTA Angio (22 juin 2010) :
- Actinocheita
- Anacardium
- Androtium
- Antrocaryon
- Apterokarpos
- Astronium
- Baronia
- Bonetiella
- Bouea
- Buchanania
- Campnosperma
- Cardenasiodendron
- Choerospondias
- Comocladia
- Cotinus
- Cyrtocarpa
- Dracontomelon
- Drimycarpus
- Ebandoua
- Euleria
- Euroschinus
- Faguetia
- Fegimanra
- Gluta
- Haematostaphis
- Haplorhus
- Harpephyllum
- Heeria
- Holigarna
- Koordersiodendron
- Lannea
- Laurophyllus
- Lithrea
- Loxopterigium
- Loxostylis
- Mangifera
- Mauria
- Melanochyla
- Metopium
- Micronychia
- Montagueia
- Mosquitoxylum
- Nothopegia
- Ochoterenaea
- Operculicarya
- Ozoroa
- Pachycormus
- Parishia
- Pegia
- Pentaspadon
- Pleiogynium
- Poupartia
- Protorhus
- Pseudoprotorhus
- Pseudosmodingium
- Pseudospondias
- Rhodosphaera
- Rhus
- Schinopsis
- Schinus
- Sclerocarya
- Semecarpus
- Smodingium
- Solenocarpus
- Sorindeia
- Spondias
- Swintonia
- Tapirira
- Thyrsodium
- Toxicodendron
- Trichoscypha

Selon ITIS (22 juin 2010) :
- Anacardium L.
- Buchanania Sprengel
- Campnospera Thwaites
- Comocladia P. Br.
- Cotinus P. Mill.
- Dracontomelon Blume
- Gluta L.
- Lithrea Miers ex Hook. & Arn.
- Malosma Nutt. ex Abrams
- Mangifera L.
- Melanorrhoea Wallich
- Metopium P. Br.
- Pistacia L.
- Rhus L.
- Schinopsis Engler
- Schinus L.
- Sclerocarya Hochst.
- Searsia
- Semecarpus L. f.
- Spondias L.
- Toxicodendron P. Mill.